# El Harino
El Harino ist ein Corregimiento des Bezirks La Pintada in der Provinz Coclé in Panama. Bei der Volkszählung im Jahr 2023 hatte es 5752 Einwohner. Das Corregimiento erstreckt sich über eine Fläche von 253,3 km².

## Bevölkerung
Die folgende Tabelle zeigt die Bevölkerung des Corregimientos El Harino, wie es in den Volkszählungen 2000, 2010 und 2023 erfasst wurde.
| Jahr         | 2000 | 2010 | 2023 |
| ------------ | ---- | ---- | ---- |
| Einwohner    | 6990 | 5455 | 5752 |
| davon Männer | 3796 | 2816 | 2989 |
| davon Frauen | 3194 | 2639 | 2763 |

## Orte
Im Corregimiento El Harino befinden sich folgende Orte:
- Aclosa o La Aclosa
- Aguas Blancas
- Alto del Gallo
- Barrigón
- Batata
- Boca de Los Ríos
- Buena Vista
- Caño Sucio
- El Copé
- El Entradero
- El Faldar
- El Harino
- El Jobo
- El Macano
- El Porvenir
- El Potroso
- Farallón
- Guabal
- Jamaica
- La Chaqueta
- La Chata o Loma Chata
- La Colorada
- La Conga
- La Garnadera
- La Garnaderita
- La Junta o El Jagüito
- La Mina No.2
- La Rica
- La Tollosa
- Las Cuevas o San Juan del Medio
- Las Peñitas
- Las Tablas
- Las Tibias
- Limón
- Los Andes
- Los Bateales
- Los Bateos No.2
- Los Palos
- Los Picadores
- Los Pájaros
- Los Saltillos
- Molejón o Los Molejones
- Palmarazo
- Papelillo
- Pozo Redondo
- Primer Paso
- Primera Corriente
- Quebrada Honduras
- Quebrada La Mona
- Quebrada La Yegua
- Quebrada Piedra Amarilla
- Río Blanco
- Río Blanco del Norte
- Río Colorado
- Saltillo
- San Juan
- San Pablo
- Santa Marta
- Soriano
- Tres Brazos de Turbe
- Ventorrillo
- Villa
- Villalobos